# Eduardo Villegas

Eduardo Villegas se despedindo

Eduardo Andrés Villegas Cámara (Cochabamba, 29 de março de 1964) é um técnico e ex-futebolista boliviano que atuava como volante. Atualmente comanda o Always Ready.

## Carreira como jogador
Em 16 anos como atleta profissional, Villegas destacou-se pelo The Strongest, onde chegou em 1986 após 2 temporadas pelo Petrolero. Em quatro passagens pelos Aurinegros, foram 196 partidas disputadas e 18 gols marcados, além de dois títulos (1986 e 1989). Defendeu também Blooming, Jorge Wilstermann, San José (duas passagens), Bolívar e Independiente Petrolero, onde encerrou a carreira em 1999, aos 35 anos.

### Seleção Boliviana
Pela Seleção Nacional, disputou duas edições da Copa América, em 1987 e 1989.

## Carreira como técnico
Em 2005, seis anos depois da aposentadoria, Villegas fez sua estreia como técnico, no The Strongest, comandando o clube em três oportunidades (2005, 2007 e 2012–14). Ele ainda passou três vezes pelo Universitario de Sucre (2006, 2008 e 2010), além de treinar Jorge Wilstermann (2010), Oriente Petrolero (2014, 2017), Bolívar (2015), Sport Boys Warnes (2016) e San José (2018-19).
Inclusive, chegou a treinar a Seleção Boliviana em 2010, sucedendo ao ex-atacante Erwin Sánchez. Voltou ao posto em 2 de fevereiro de 2019, substituindo o técnico interino, César Farías.